# Greckokatolicka Akademia Teologiczna we Lwowie
Greckokatolicka Akademia Teologiczna we Lwowie (znana również jako Ukraińska Akademia Teologiczna) – uczelnia teologiczna Kościoła Greckokatolickiego, utworzona w 1928 roku we Lwowie staraniem metropolity Andrzeja Szeptyckiego. 
Powstała na bazie wydziału teologicznego Greckokatolickiego Seminarium Duchownego we Lwowie, w założeniu miała się później stać częścią planowanego ukraińskiego uniwersytetu.
Rektorem był Josyf Slipyj, a profesorami m.in. Andrzej Szeptycki, o. T. Myszkowśkyj, o. Wasyl Łaba, T. Hałuszczynśkyj, Iwan Krypjakewycz, o. J. Łewyćkyj, J. Pasternak, o. Mykoła Konrad, o. Andrzej Iszczak, o. Julijan Dzerowycz, W. Załozećkyj, Mykoła Czubatyj, Jurij Polanśkyj, Amwrosij Androchowycz, K. Czechowycz i inni.
Uczelnia posiadała dwa wydziały: teologiczny i filozoficzny, działały przy niej również inne zakłady naukowe i muzeum. Studia trwały 5 lat. W latach 1934–1939 liczba studentów wynosiła 350–400 osób, rocznie uczelnię kończyło około 50–65 absolwentów, kadra naukowa liczyła 30 osób. Wykłady odbywały się po łacinie oraz w języku ukraińskim.
Greckokatolicka Akademia Teologiczna do 1939 roku nie uzyskała zatwierdzenia papieskiego.
Po agresji ZSRR na Polskę i okupacji Lwowa przez Armię Czerwoną uczelnia została jeszcze w 1939 roku zlikwidowana. Wznowiła działalność po wybuchu wojny niemiecko-sowieckiej i okupacji miasta przez Wehrmacht. W latach 1941–1944, podczas okupacji niemieckiej, studiowało na niej 80 studentów. Po ponownym zajęciu Lwowa przez Armię Czerwoną, ostatecznie zlikwidowana przez władze radzieckie w 1944 roku. Jej zadania przejął utworzony w 1963 roku Ukraiński Uniwersytet Katolicki im. św. Klemensa w Rzymie.
Działalność Akademii odnowiono w 1994 roku na niepodległej Ukrainie, zaczęła działać początkowo jako Lwowska Akademia Teologiczna, a od 2007 – Ukraiński Uniwersytet Katolicki.

## Znani wykładowcy
- błogosławiony Mikołaj Konrad
- błogosławiony Andrzej Iszczak
- arcybiskup Andrzej Szeptycki

## Literatura
- "Інформативний вісник 1996–1997", Lwów 1997